# Kantiemirowskaja
Kantiemirowskaja (ros. Кантемировская) – stacja linii Zamoskworieckiej metra moskiewskiego, otwarta 30 grudnia 1984 roku.